# Strijkkwartet nr. 17 (Weinberg)
Mieczysław Weinberg voltooide zijn Strijkkwartet nr. 17 opus 146 in 1986.
Hij schreef het werk voor en droeg het op aan het befaamde Borodin Kwartet, dat in die tijd hun 40ste verjaardag vierde. Het zou Weinbergs laatste werk binnen het genre strijkkwartet blijven. Het werk is geschreven in een optimistische toon, een contrast met het Strijkkwartet nr.2 die hij in het voorjaar van 1986 heeft gereviseerd. Het werk bestaat uit drie secties, die zonder pauze worden uitgevoerd:
1. Allegro
2. Andantino-adagio-lento
3. Allegro

Het wordt gezien als een eendelige eenheid in sonatevorm. Ook bij dit werk is de invloed van de muziek van Dmitri Sjostakovitsj te horen, alhoewel diens laatste strijkkwartetten zeer somber zijn. Weinberg citeerde in zijn laatste werken regelmatig uit eigen werk; zo is muziek te horen uit zijn Sonate voor cello solo nr. 4 en een opera. De opname voor cpo werd ondersteund door de Association Internationel Dimitri Chostakovitch.